# Jayson Jones
Jayson Jones, född 15 augusti 1977, är en friidrottare från Belize. Han deltog vid olympiska sommarspelen 2000 och olympiska sommarspelen 2008.